# قائمة المواقع والمعالم المصنفة في ولاية تيسمسيلت
هذه قائمة حصرية للمواقع الأثرية و المعالم التاريخية المصنفـــة حسب وزارة الثقافة والاتصال (الجزائر) لولاية تيسمسيلت
| رقم    | اسم                                     | وصف | موقع | مدينة | قسم      | الإحداثيات | صورة |
| ------ | --------------------------------------- | --- | ---- | ----- | -------- | ---------- | ---- |
| 38-001 | الحضائر الوطنية لعين النسور و ثنية الحد |     |      |       | تيسمسيلت |            | صورة |
| 38-002 | منبع كلومناطة الأول                     |     |      |       | تيسمسيلت |            | صورة |
| 38-003 | منبع كولومناطة الثاني                   |     |      |       | تيسمسيلت |            | صورة |